# Муфта, Полботинка и Моховая Борода
«Му́фта, Полботи́нка и Мохова́я Борода́» (эст. Naksitrallid) — популярная детская сказочная тетралогия эстонского писателя Эно Рауда (1928—1996) о приключениях трёх маленьких существ — накситраллей: Муфты, Полботинка и Моховой Бороды. С третьей книги к ним присоединяется пёс Воротник. Сказку рекомендуют для чтения детям от семи лет.

## Описание
Серия книг о накситраллях состоит из четырёх повестей-сказок, написанных Э. Раудом в 1970—1980-х годах. Оригинальный цикл делится на две части, каждая из которых состоит из двух книг: «Муфта, Полботинка и Моховая Борода» («Naksitrallid») и «И снова Муфта, Полботинка и Моховая Борода: Новая книга о накситраллях» («Jälle need naksitrallid» — «Снова те самые накситралли»).
Русский перевод Лео Вайно одобрил сам Рауд. Несмотря на то, что в оригинале цикл носит название «Накситралли» («Naksitrallid») — так зовут главных героев, но в самых первых переводах Вайно это слово вообще отсутствует (трёх друзей переводчик первоначально называет просто «человечками») и появляется в русских изданиях лишь в 1980-е годы.
Накситралли — маленькие человечки, похожие на гномов. Рост накситраллей около полуметра. Из-за маленького роста накситраллей другие персонажи книги иногда принимают их за гномов, но, в отличие от традиционных гномов, Муфта и Полботинка не имеют бороды и усов, а борода Моховой Бороды — из природного мха. Накситралли ведут вполне человеческий образ жизни. Они едят обычную еду, пользуются автотранспортом, ходят по магазинам, кафе, выезжают на пикники в лес, проходят курсы лечения в больницах и пр.

## Персонажи
- Моховая Борода (Sammalhabe). Имеет необычную бороду из мягкого оленьего мха, в которой растут ягоды брусники и полезные травы. Почти всегда спит под открытым небом. Убеждённый сторонник защиты природы и бережного отношения к ней. Часто рассуждает на серьёзные темы (охрана окружающей среды, здравоохранение, общественные отношения и пр.).

Принято считать, что прототипом этого персонажа является сам Эно Рауд, так как многочисленные рассуждения и размышления Моховой Бороды (прежде всего, в части охраны окружающей среды) являются отражением взглядов самого автора и одной из ключевых тем цикла книг о накситраллях. Под псевдонимом Эно Саммальхабе (Eno Sammalhabe — «Эно–Моховая Борода») в конце 1930-х годов Эно Рауд публиковал свои первые произведения в журнале для детей «Laste Rõõm» (с эст. «Детская радость»). Вторая часть тетралогии о накситраллях завершается высказыванием Моховой Бороды: «В природе должно царить равновесие».
- Полботинка (Kingpool). В качестве обуви носит ботинки с обрезанными носами, так как в них удобнее шевелить пальцами ног. Носит с собой деревянную игрушку в виде мышки на колёсиках, которой очень дорожит.

- Муфта (Muhv). Автокочевник. Обычной одеждой не пользуется. Всегда одет в толстую муфту, которая застёгивается на молнию и закрывает его с головы до ног, так что видны только его макушка и пятки. Владеет автофургоном красного цвета. Хозяин собаки по кличке Воротник (Krae). Сочиняет стихи. До того как подружился с остальными, писал сам себе письма «до востребования» в другие города, а потом ехал туда и получал письма. Найдя себе настоящих друзей, переквалифицировался в поэта.

## Сюжет

### Книга первая
У киоска мороженого случайно встречаются трое накситраллей: Муфта, Полботинка и Моховая Борода. Разговорившись, они решают путешествовать вместе в фургоне Муфты. Выехав из города и встретив затор на дороге, они узнают, что пробка из молоковозов и рыбовозов образовалась из-за того, что одной старушке приходится кормить молоком и рыбой сотни бездомных кошек, чтобы они не отбирали еду у её домашнего кота Альберта. При помощи деревянной мышки, привязанной к фургону, накситралли уводят стаю кошек в лес. Однако кошки теперь представляют угрозу для других городов и, кроме того, от старушки сбежал Альберт, которого она просит найти. В итоге кошек удаётся заманить на островок посреди озера, а Альберта вернуть старушке. Накситраллей награждают медалями за храбрость, а старушка приглашает их на пирог и какао.

### Книга вторая
Накситралли продолжают путешествие и прибывают на малую родину Полботинка, в окрестности разрушенного замка возле леса. В лесу сорока крадёт медаль Полботинка. Выясняется, что сорока живёт на сосне посреди развалин, при этом развалины кишат свирепыми крысами. Моховой Бороде удаётся на время разогнать крыс при помощи чернокорня, и друзья забираются на сосну в поисках медали. В гнезде сороки медали не оказывается, но накситралли находят дупло, в котором хранятся сотни предметов, наворованных поколениями сорок. Тем временем крысы покидают развалины и нападают на город, оставшийся без кошек. Городу грозит эвакуация, однако накситралли спасают ситуацию, вызволив с острова кошек, которые очищают город от крыс. Все предметы, украденные сороками, накситралли отдают в музей.

### Книга третья
Накситралли решают поехать в отпуск к морю, но не могут покинуть город, потому что их всё время окружают толпы поклонников, которые просят автографы. Они останавливаются в гостинице, чтобы незаметно выехать рано утром. Однако утром обнаруживается, что Моховая Борода пропал — как выясняется, его выкрала дама, у которой недавно умерла собачка и которая решила, что Моховая Борода должен жить у неё в качестве домашнего питомца. В поисках Моховой Бороды его друзья знакомятся в больнице с Вольдемаром, работником зоопарка, который решает помочь им. Ночью Вольдемар приводит из зоопарка слона, и вместе с Муфтой и Полботинка они приезжают к дому дамы. Слон снимает хоботом вывешенную за окно сумку с Моховой Бородой, в которой тот спит. При этом оказывается, что дама знала о плане спасения, но не помешала ему, потому что поняла, что Моховая Борода должен жить на воле.

### Книга четвёртая
Накситралли наконец-то отправляются на отдых к морю и решают сократить путь, проехав через лес. В лесу на них нападает волк и уволакивает Муфту. Как выясняется, Муфта нужен волку для того, чтобы обучать охоте волчат. Друзья Муфты отправляются на его поиски. Тем временем, Муфту у волчьего логова находят бродившие по лесу два краеведа. Они принимают его за «волчьего приёмыша», всю жизнь прожившего с волками. Полботинка и Моховая Борода, преследуемые волками, попадают в «заячьи капканы», поставленные краеведами, благодаря чему спасаются от волков. Ночью Муфта и нашедший его пёс Воротник убегают от краеведов. Полботинка, со слов краеведов решивший, что Муфта действительно был воспитан волками, уходит от друзей. Муфта доходит до своего фургона и вскоре встречает Моховую Бороду. В поисках Полботинка они едут по лесу и застревают между деревьями. Полботинка решает вернуться к друзьям, находит их фургон и спасает их. Все трое, окончательно объяснившись, выезжают из леса и едут к морю.

## Особенности
Серия книг Эно Рауда о накситраллях представляет особый интерес в связи с тем, что в них автор обращается к довольно редким для детской литературы темам экологии, биологического равновесия в природе и пр. Накситралль Моховая Борода, прототипом которого, как принято считать, является сам Эно Рауд, является убеждённым сторонником защиты природы и бережного отношения к ней, часто рассуждает на темы охраны окружающей среды.

## Критика
Эдуард Зибницкий отметил очень эстонский, маленький и уютный, мир этой сказки: «Путешественники, маленькие сказочные человечки, колесят, кажется, в пределах одного и того же замкнутого мира. Там есть все — города, дороги, леса, реки, мосты. Но леса не бескрайни, дороги не бесконечны, города не огромны: все подогнано под пропорции частного человека, даже маленького человека. Кажется невозможным покинуть этот сказочный и одновременно обыденный мир, дружественный и уютный». Муфта — владелец красного автомобиля-фургона, хотя и вечный путешественник, но при этом скорее обыватель, чем бродяга, и его дом на колёсах — это дом, в котором хозяин заботится об уюте и порядке.

## Экранизации, аудиокниги и другие адаптации
В 1981 году вышел диафильм «Муфта, Полботинка и Моховая Борода» на основе первой части цикла повестей-сказок Рауда. Художник — С. Феофанов.
В 1984 году по мотивам первых двух книг на «Таллинфильме» был снят двухсерийный мультипликационный фильм «Муфта, Полботинка и Моховая Борода» («Naksitrallid»). Режиссёры — Аво Пайстик, Тиина Ясински, художник-постановщик Эдгар Вальтер, композитор Свен Грюнберг, роли озвучивали Аарне Юкскюла (Моховая Борода), Урмас Кибуспуу (Полботинка), Мария Клёнская (Муфта), Ита Эвер, Гуннар Килгас. В 1990 году обе серии были перемонтированы в односерийный полнометражный мультфильм с заново записанной звуковой дорожкой и переозвучкой с теми же актёрами.  

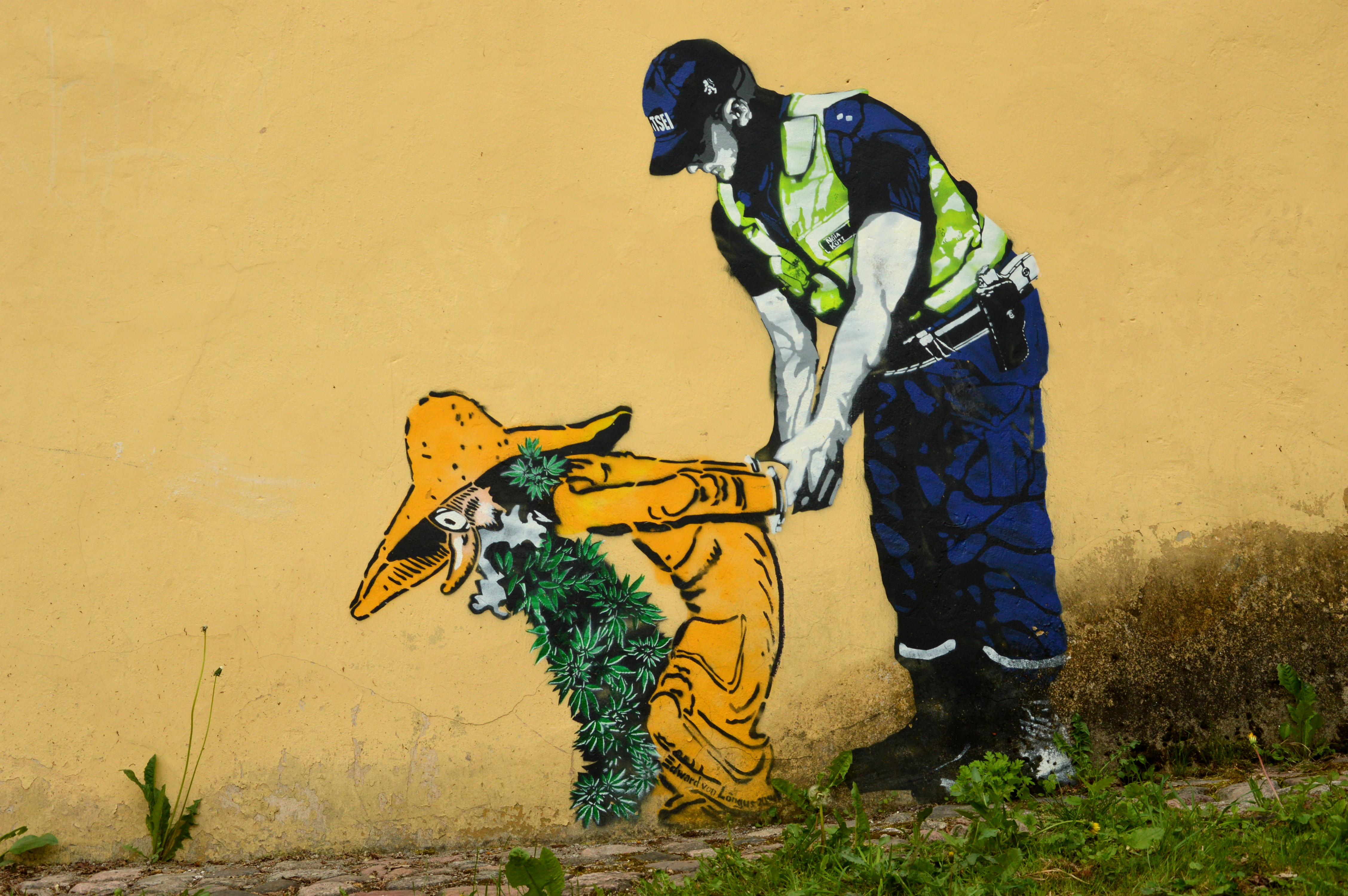
Граффити с «Конопляной Бородой» в Тарту

Эстонский государственный театр кукол создал спектакли по мотивам произведений Рауда: «Накситралли» и «Опять эти накситралли».
В 1994 году издательством «Полиграфресурсы» в озвучке Вячеслава Герасимова выпущены четыре части (продолжительность 12:36:44). В 1996 году издательством «Нигде не купишь» в озвучке Леонида Деркача выпущены первая и вторая часть первой книги (продолжительность 07:10:13). В 2008 году издательством «Амфора медиа» в озвучке Владимира Крылова, Кристины Кузьминой и Вероники Голубицкой вышли все четыре части (продолжительность 14:09:00). Кроме этого проектом Ideju Forums в озвучке Ксении Сундеевой выпущена первая часть первой книги (продолжительность 02:10:00).
Эстонский художник Эдвард фон Лынгус выполнил в городе Тарту граффити «Конопляная Борода и охотник на ведьм», где изобразил арест персонажа книги Рауда за проросшую в бороде коноплю. В 2014 году за эту работу он был удостоен почётного звания «Носитель культуры города Тарту» (эст. Tartu Kultuurikandja).

## Награды
За первую книгу серии о накситраллях в 1974 году Э. Рауд был награждён Почётным дипломом международной литературной премии имени Ханса Кристиана Андерсена.

## Издания
На эстонском языке
Первое издание:
- Raud, E. Naksitrallid : Esimene raamat / Eno Raud ; il. Edgar Valter. — Tallinn : Eesti Raamat, 1972. — 92 l.
- Raud, E. Naksitrallid : Teine raamat / Eno Raud ; il. Edgar Valter. — Tallinn : Eesti Raamat, 1975. — 100 l.
- Raud, E. Jälle need naksitrallid : Esimene raamat / Eno Raud ; il. Edgar Valter. — Tallinn : Eesti Raamat, 1979. — 144 l.
- Raud, E. Jälle need naksitrallid : Teine raamat / Eno Raud ; il. Edgar Valter. — Tallinn : Eesti Raamat, 1982. — 128 l.

Русский перевод
Первое издание:
- Рауд, Э. М. Муфта, Полботинка и Моховая Борода : Книга первая = Naksitrallid : Esimene raamat : [пер. с эст.] : повесть-сказка / Эно Рауд ; Пер. Л. Вайно ; Ил. Э. Вальтера. — Таллин : Ээсти раамат, 1976. — 96 с.
- Рауд, Э. М. Муфта, Полботинка и Моховая Борода : Книга вторая = Naksitrallid : Teine raamat : [пер. с эст.] : повесть-сказка / Эно Рауд ; Пер. Л. Вайно ; Ил. Э. Вальтера. — Таллин : Ээсти раамат, 1978. — 104 с.
- Рауд, Э. М. И снова Муфта, Полботинка и Моховая Борода : Новая книга о накситраллях : ч. 1 = Jälle need naksitrallid : Esimene raamat : [пер. с эст.] : повесть-сказка / Эно Рауд ; Пер. Л. Вайно ; Ил. Э. Вальтера. — Таллин : Ээсти раамат, 1982. — 150 с.
- Рауд, Э. М. И снова Муфта, Полботинка и Моховая Борода : Новая книга о накситраллях : ч. 2 = Jälle need naksitrallid : Teine raamat : [пер. с эст.] : повесть-сказка / Эно Рауд ; Пер. Л. Вайно ; Ил. Э. Вальтера. — Таллин : Ээсти раамат, 1989. — 128 с. — ISBN 5-450-00270-X.

Одной книгой:
- Рауд, Э. М. Муфта, Полботинка и Моховая Борода = Naksitrallid : [пер. с эст.] : повесть-сказка / Эно Рауд ; Пер. Л. Вайно ; Предисл. С. М. Михалкова ; Ил. Э. Вальтера. — М. : Дет. лит., 1988. — 351 с. — (Библиотечная серия). — ISBN 5-08-000821-0.
- Рауд, Э. М. Муфта, Полботинка и Моховая Борода = Naksitrallid : [пер. с эст.] : повесть-сказка / Эно Рауд ; Пер. Л. Вайно ; Предисл. С. М. Михалкова ; Ил. Э. Вальтера. — [2-е изд., стер.] — М. : [Дет. лит.] : [Евразийский регион], 1993. — 351 с. — ISBN 5-08-000821-0.
- Рауд, Э. М. Муфта, Полботинка и Моховая Борода = Naksitrallid : [пер. с эст.] : повесть-сказка / Эно Рауд ; Пер. Л. Вайно ; Ил. В. Чугуевского. — М. : АСТ : Астрель, 2007. — 414, [2] с. — (Классики — детям). — ISBN 5-17-006619-8. — ISBN 5-271-01845-8. — ISBN 5-17-040885-4. — ISBN 5-271-15536-6.
- Рауд, Э. М. Муфта, Полботинка и Моховая Борода = Naksitrallid : [пер. с эст.] : повесть-сказка / Эно Рауд ; Пер. Л. Вайно ; Ил. В. Челака. — М. : АСТ, 2014. — 462, [2] с. — ISBN 978-5-17-083356-6.

### Комментарии
1. ↑  Издание на эстонском и русском языках.
2. ↑  Издание на иностранных языках.
3. ↑  Переиздание на русском языке одной книгой.
4. ↑  Издание на украинском языке.